# 360° Aeutopia
360° Aeutopia, talvolta scritto 360 degree Aeutopa, è un album di Massimo Urbani pubblicato nel 1979 dalla Red Records.

## Tracce
1. Cherokee – 4:53 (musica: R. Noble)
2. Tender Song – 8:38 (musica: C. Nofri)
3. Solar – 6:49 (musica: M. Davis)
4. Rip the Ripper – 7:21 (musica: W. B. Harris)
5. Ballad for a child – 8:11 (musica: W. B. Harris)
6. Diddy For Biddy – 6:02 (musica: W. B. Harris)

## Musicisti
- Massimo Urbani: sassofono contralto;
- Rahn Burton: pianoforte;
- Cameron Brown: contrabbasso;
- Beaver Harris: batteria.